# Store Valby
Store Valby – miasto w Danii, w regionie Zelandia, w gminie Roskilde.